# Шебалінський район
Шебалі́нський райо́н (рос. Шебали́нский райо́н; алт. Шебалин аймак) — район Республіки Алтай. Розташований у північно-західній частині Республіки, у горно-степовій зоні. 
У районі проживають 15,7 тис. осіб в 24 селах, що входять до 11 сільських адміністрацій.
Районний центр — село Шебаліно — засновано в 1833 році і знаходиться за 120 км на південь від міста Горно-Алтайську по Чуйському тракту. 

## Загальна інформація
Шебалінський район розташований у гірсько-степовій зоні північно-західної частини Республіки Алтай, охоплює Семінський, Чергинський і Ануйський хребти. Якщо їхати Чуйським трактом, Шебалінський район починається за мостом через річку Катунь у селі Усть-Сема. Це перший залізобетонний міст через Катунь на Чуйському тракті, побудований наприкінці 1950-х років. Старий Чуйський тракт, що проходив колись від міста Бійськ через село Алтайське і Комарський перевал, зустрічається з новим в селі Черга.
Основні види виробництва в районі: лісозаготівля, деревопереробка, здобич мармуру, пантове оленярство і маралівництво, м'ясомолочне скотарство, конярство, вівчарство, збір лікарський-технічної сировини.
Сільськогосподарських угідь припадає на частку 38,4% земель району. До початку 1990-х років XX століття район з кількості корів, коней, овець, маралів займав стійке третє місце в республіці. У XIX столітті на території цього району вперше відбувалося приручення диких маралів. В наш час[коли?] на лугах Чергинського заповідника проходить адаптаційний період канадських бізонів.
Починаючи з 1930-х років XX століття район відомий також постачаннями мармурів для оформлення Московського метрополітену. Мармур з Ороктойського родовища застосовувався при будівництві станції «Таганська». Зараз, правда, кар'єр відноситься до Чемальського району і повністю покинутий.
Неподалік від мосту, в місці впадання річки Семи до Катуні знаходиться дитячий табір «Орленок». Праворуч від моста починається мальовнича стежка уздовж Катуні, що веде до Камишлінського водоспаду, відстань до якого близько 6 кілометрів. Тут же знаходиться одна з археологічних пам'яток району — Усть-Семінська стоянка.
На території від гирла Семи до села Камлак розташовано пам'ятка природи «Шишкулар-катаїл» — «Чистий Луг», який включає ботанічний сад, де росте понад 500 видів рослин, багато хто з яких відноситься до зникаючих і реліктових видів. Сюди організовуються екскурсії з турбаз Чемальського і Маймінського районів.
У селі Черга Шебалінського району знаходиться експериментальне господарство Сибірського відділення РАН, створене в 1980 році. Тут зібрані унікальні колекції рослин, генів адаптації до екстремальних умов високогір'я, що є носіями, проводяться експерименти по селекції, створенню і поповненню генофонду диких і домашніх тварин, як характерних представників фауни Республіки Алтай, так і видів, завезених з інших місць. Недалеко від Черги розташований єдиний за Уралом зубровий розплідник, де в природному середовищі міститься три з гаком десятка зубрів. Це єдине в Євразії генетично чисте стадо зубрів — тварин, яких на початку XX століття залишалася менше півсотні на всій планеті. Сьогодні їх чисельність відновлена до декількох тисяч.

## Туризм
Завдяки активному розвитку туризму в прилеглих районах унікальні місця Шебалінського району стають доступнішими.

### Спелеотуризм
Від села Камлак починається один з шляхів до двох плато Камишлінської карстової ділянки, де зосереджена значна частина найбільших печер Алтаю: Кек-Таш (-350 м, 2300 м), СОАНтехнічеська (-215 м, 900 м), Дует (-145 м, 285м) — на Камишлінському плато; Алтайська (-240 м, 4400 м), ПАС (-180 м, 500 м), Геофізична (-130 м, 600 м) — на плато Метлево, яке територіально вже відноситься до Алтайського краю. Всі ці печери не є екскурсійними об'єктами, їх відвідини вимагають спеціального спорядження і підготовки для подолання вертикальних колодязів, вузостей і обгліненних ділянок. І з цієї ж причини вони представляють значний інтерес для спелеотуризму.

### Кінний туризм
Одна з основних визначних пам'яток Шебалінського району — гора Сарлик (висота 2506 м над рівнем морю). За горою знаходиться долина, місцями заболочена, і декілька озер. Долина названа Туюкською, а озера мають назву Туюкські озера. Там проходять кінні і піші маршрути як від Катуні так і з перевалу. Улоговини озер нагадують кратери з інших планет. У долині часто можна побачити стада яків.